# Grünlas (Grafengehaig)
Grünlas ist ein Gemeindeteil des Marktes Grafengehaig im oberfränkischen Landkreis Kulmbach. Der Ort liegt in der Gemarkung Grünlas.

## Geografie
Das Dorf liegt auf einem Höhenzug des Frankenwalds. Eine Gemeindeverbindungsstraße führt nach Großrehmühle zur Staatsstraße 2158 (1 km südwestlich) bzw. an Oberweißenstein und Vordererb nach Horbach (1,5 km nordöstlich). Weitere Gemeindeverbindungsstraßen führen nach Weißenstein und nach Waldhermes (0,7 km südöstlich).

## Geschichte
Grünlas wurde im Zusammenhang mit einer Schenkung erwähnt, als 1189 es zusammen mit der Pfarrei von Marienweiher vom hochstiftisch-bambergischen Bischof Otto II. von Bamberg an das Kloster Langheim übereignet wurde. Die Hälfte des Dorfes wurde 1349 vom Adelsgeschlecht der Radecker an einen gewissen „Otto von Berg“ veräußert, der Richter in „Leugast“ (d. h. dem heutigen Marktleugast) war. Im Jahr 1609 waren es die Adelsgeschlechter der von Guttenberg und der in Untersteinach ansässigen von Varell, die Güter im Dorf besaßen.
Grünlas bildete mit Horbach eine Realgemeinde. Gegen Ende des 18. Jahrhunderts bestand Grünlas aus 13 Anwesen (1 Frongut, 5 Fronhäuser, 6 Güter, 1 Schenkstatt). Das Hochgericht übte das Burggericht Guttenberg aus. Es hatte ggf. an das bambergische Centamt Marktschorgast auszuliefern. Die Dorf- und Gemeindeherrschaft sowie die Grundherrschaft über sämtliche Anwesen hatte das Burggericht Guttenberg.
1810 kam Grünlas zum Königreich Bayern. Mit dem Gemeindeedikt wurde der Ort dem 1812 gebildeten Steuerdistrikt Eppenreuth zugewiesen. 1818 entstand die Ruralgemeinde Grünlas, zu der Waldhermes gehörte. Sie war in Verwaltung und Gerichtsbarkeit dem Landgericht Münchberg zugeordnet und in der Finanzverwaltung dem Rentamt Münchberg. Von 1819 bis 1848 übernahm das Herrschaftsgericht Guttenberg weitestgehend die Befugnisse, die das Landgericht hatte. 1840 wurde die Gemeinde an das Landgericht Stadtsteinach und 1853 an das Rentamt Stadtsteinach überwiesen (1919 in Finanzamt Stadtsteinach umbenannt). Ab 1862 gehörte Grünlas zum Bezirksamt Stadtsteinach (1939 in Landkreis Stadtsteinach umbenannt). Die Gerichtsbarkeit blieb beim Landgericht Stadtsteinach (1879 in Amtsgericht Stadtsteinach umgewandelt).
Grünlas war früher der Wohnort zahlreicher Handweber, die bis in die 1930er Jahre zu den Textilfabriken nach Helmbrechts pendelten. Anfang des 20. Jahrhunderts wurde auf dem Gemeindegebiet Oberweißenstein gegründet. 1964 hatte die Gemeinde eine Gebietsfläche von 2,022 km². Am 1. Januar 1972 wurde die Gemeinde in Grafengehaig eingegliedert.

### Baudenkmäler
- Haus Nr. 10: Wohnstallhaus
- Haus Nr. 16: Weberhäuschen

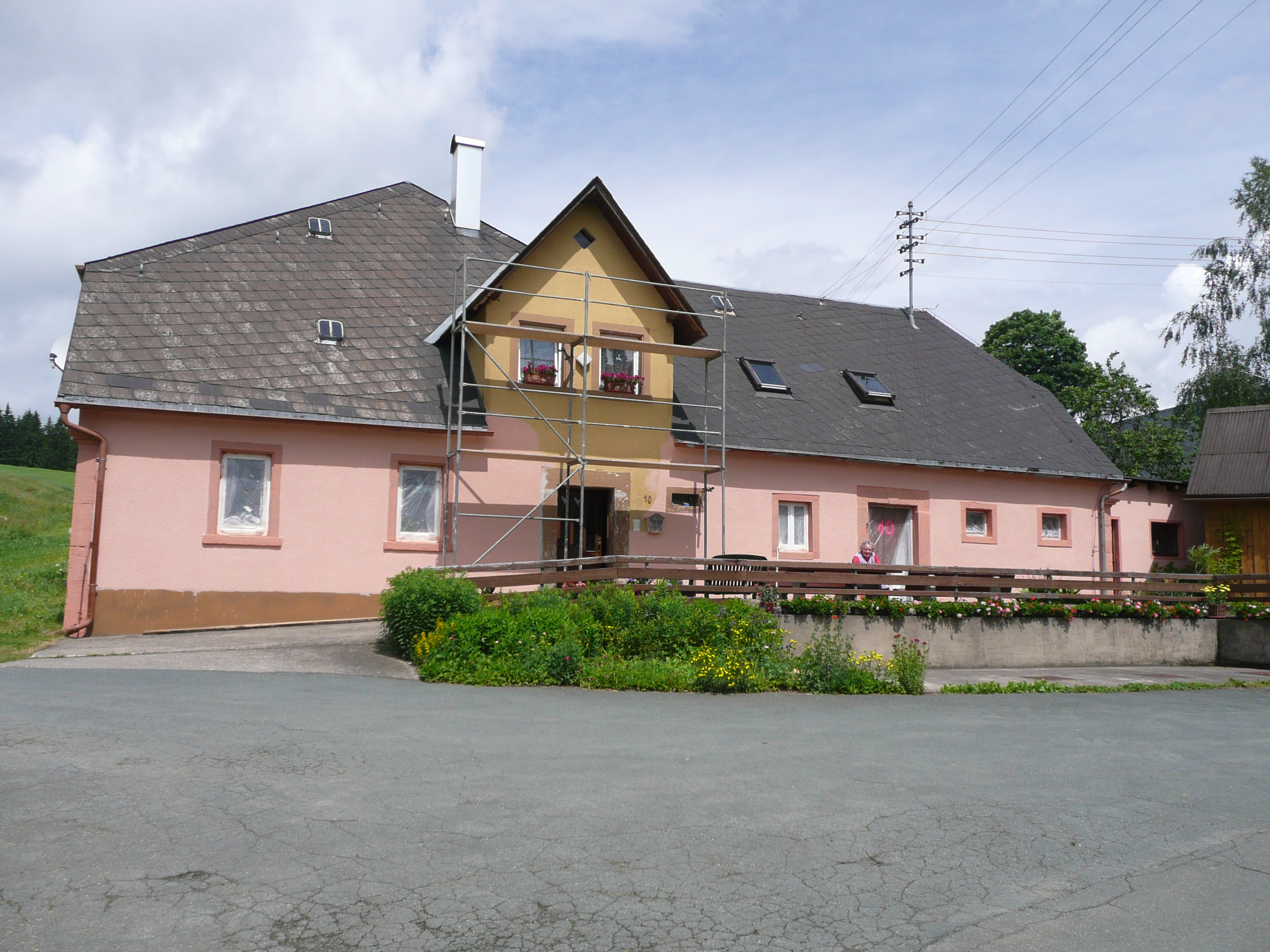
Wohnstallhaus
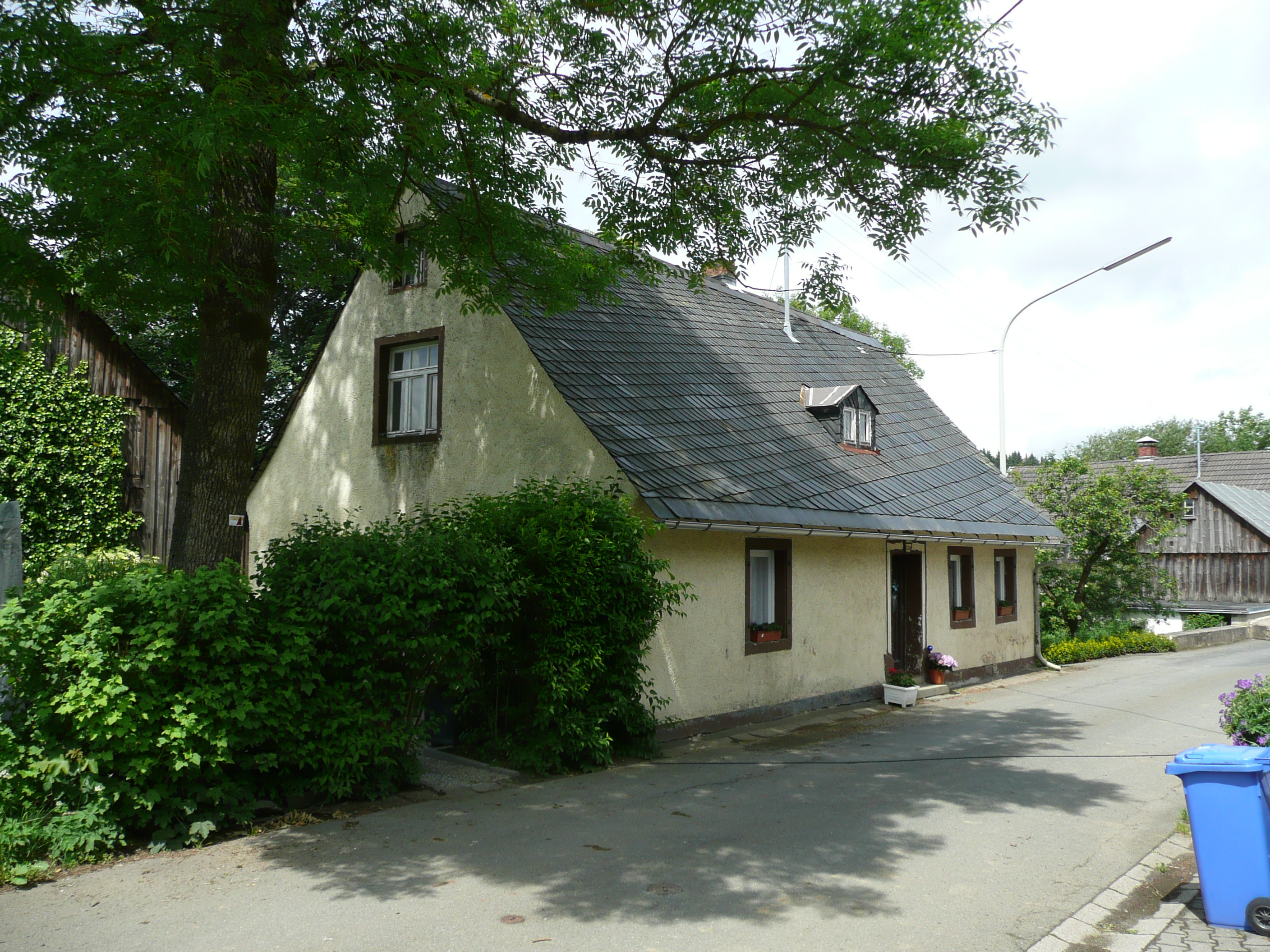
Weberhäuschen

ehemalige Baudenkmäler
- Haus Nr. 6: Längsgeteiltes, eingeschossiges Wohnstallhaus, verputzt massiv, mit Satteldach; durch Erweiterungen entstellt; im Erdgeschoss noch profilierte und geohrte Sandsteinrahmungen an Fenster und Türen; Haustürsturz bezeichnet „Hannes Burger 1788“.[11]
- Haus Nr. 7: Eingeschossiges, verputzt massives Wohnstallhaus mit Halbwalmdach und neuerem Zwerchhaus; genutete Ecklisenen und Sandsteintürrahmungen mit Scheitelstein über Wohnungstür bezeichnet „JH 1850“.[11]

### Einwohnerentwicklung
Gemeinde Grünlas
| Jahr      | 1818   | 1840   | 1852   | 1855   | 1861   | 1867   | 1871   | 1875   | 1880   | 1885   | 1890   | 1895   | 1900   | 1905   | 1910   | 1919   | 1925   | 1933   | 1939   | 1946   | 1950   | 1952   | 1961  | 1970   |
| Einwohner | 154    | 182    | 177    | 183    | 195    | 200    | 218    | 207    | 211    | 218    | 225    | 239    | 211    | 179    | 181    | 144    | 128    | 119    | 111    | 143    | 147    | 138    | 106   | 74     |
| Häuser    |        |        |        |        |        |        | 22     |        |        | 23     | 24     |        | 24     |        |        |        | 22     |        |        |        | 24     |        | 23    |        |
| Quelle    | [ 13 ] | [ 14 ] | [ 14 ] | [ 14 ] | [ 15 ] | [ 16 ] | [ 17 ] | [ 18 ] | [ 19 ] | [ 20 ] | [ 21 ] | [ 14 ] | [ 22 ] | [ 14 ] | [ 23 ] | [ 14 ] | [ 24 ] | [ 14 ] | [ 14 ] | [ 14 ] | [ 25 ] | [ 14 ] | [ 8 ] | [ 26 ] |

Ort Grünlas
| Jahr      | 001818 | 001819 | 001861 | 001871 | 001885 | 001900 | 001925 | 001950 | 001961 | 001970 | 001987 |
| Einwohner |        | 154 *  | 154    | 175    | 173    | 174    | 102    | 104    | 83     | 60     | 45     |
| Häuser    | 15     |        |        |        | 18     | 19     | 18     | 18     | 18     |        | 21     |
| Quelle    | [ 7 ]  | [ 13 ] | [ 15 ] | [ 17 ] | [ 20 ] | [ 22 ] | [ 24 ] | [ 25 ] | [ 8 ]  | [ 26 ] | [ 1 ]  |

## Religion
Grünlas ist seit der Reformation gemischt konfessionell. Die Protestanten gehören zur Pfarrei Zum Heiligen Geist (Grafengehaig), die Katholiken waren ursprünglich nach Mariä Heimsuchung in Marienweiher gepfarrt. und kamen in der zweiten Hälfte des 20. Jahrhunderts zur Kuratie St. Josef (Hohenberg).

## Persönlichkeiten
- Herbert Hofmann (1936–2014), in Grünlas geborener Politiker (CSU), bayerischer Landtagsabgeordneter